# Dmitri Fokine
Pour les articles homonymes, voir Fokine.
Dmitri Anatolievitch Fokine (en russe : Дмитрий Анатольевич Фокин) né le 26 juin 1966 à Moscou, est un entraineur russe de hockey sur glace.

## Carrière
Il intègre en 1973 le processus soviétique de formation des joueurs au Dinamo de Moscou, puis l'Institut Central d'État de la Culture et du Sport. Après la chute du bloc de l'est, il commence sa carrière d'entraîneur dans son club.
Il s'installe ensuite en France, à Grenoble, où il devient entraîneur des junior. En 1996, il change de club pour Clermont-Ferrand, où il entraine la section senior, alors en Division 1. Il repart ensuite en Russie, où il devient superviseur de la Superliga Russe.
En 2000, il revient à Grenoble, cette fois en tant qu'entraîneur de l'équipe première, avec laquelle il connait le haut de tableau de la Ligue Magnus et les championnats européens. Il y reste jusqu'en 2003.
Il retourne alors en Russie et devient entraîneur adjoint de son club formateur. En 2007, il se réinstalle en France, à Rouen, où il entraine l'équipe Cadet U18 Élite, avec laquelle il va en demi-finale et obtient une médaille de bronze.
Il change de club pour Asnières, club de Division 2, où il est chargé d'entrainer l'équipe première, les espoirs U22 et les cadets U18. Il atteint 4 fois les playoffs de Division 2, remporte un titre de champion de France excellence (2e Division) ainsi que 2 médailles d'argent et une de bronze avec les U22 (il s'agit du plus beau palmarès du championnat), et une d'argent avec les U18.
Le 23 mai 2012, Bordeaux, qui cherche un entraîneur, officialise son arrivée dans la capitale girondine pour 2 ans,,. Il succède à Stéphan Tartari, qu'il a formé à Grenoble à la fin des années 1990.
Le 21 décembre 2012, après deux semaines d'arrêt maladie, il annonce sa démission pour « des raisons personnelles et familiales »,.

## Clubs successifs
- Brûleurs de Loups de Grenoble : 1989-1996
- Sangliers Arvernes : 1997-1998
- Brûleurs de Loups de Grenoble : 2000-2003
- Dragons de Rouen : 2007-2008
- Castors d'Asnières : 2008-2012
- Boxers de Bordeaux 2012-2013

## Statistiques
Pour la signification des abréviations, voir statistiques du hockey sur glace
| Saison    | Équipe                        | Ligue      |  | PJ | V | D                     |  | Résultat |
| 1989-1990 | Brûleurs de Loups de Grenoble | Junior     |  |    |   |                       |  |          |
| 1990-1991 | Brûleurs de Loups de Grenoble | Junior     |  |    |   |                       |  |          |
| 1991-1992 | Brûleurs de Loups de Grenoble | Junior     |  |    |   |                       |  |          |
| 1992-1993 | Brûleurs de Loups de Grenoble | Junior     |  |    |   |                       |  |          |
| 1993-1994 | Brûleurs de Loups de Grenoble | Junior     |  |    |   |                       |  |          |
| 1994-1995 | Brûleurs de Loups de Grenoble | Junior     |  |    |   |                       |  |          |
| 1995-1996 | Brûleurs de Loups de Grenoble | Junior     |  |    |   |                       |  |          |
| 1996-1997 | Sangliers Arvernes            | Division 1 |  |    |   |                       |  |          |
| 2000-2001 | Brûleur de Loups de Grenoble  | Élite      |  |    |   |                       |  |          |
| 2001-2002 | Brûleurs de Loups de Grenoble | Élite      |  |    |   |                       |  |          |
| 2002-2003 | Brûleurs de Loups de Grenoble | Super 16   |  |    |   |                       |  |          |
| 2007-2008 | Dragons de Rouen              | U18 Élite  |  |    |   | Demi-finaliste (3e)   |  |          |
| 2008-2009 | Castors d'Asnières            | Division 2 |  |    |   | Huitième de finaliste |  |          |
| 2009-2010 | Castors d'Asnières            | Division 2 |  |    |   | Quart de finaliste    |  |          |
| 2010-2011 | Castors d'Asnières            | Division 2 |  |    |   | Huitième de finaliste |  |          |
| 2011-2012 | Castors d'Asnières            | Division 2 |  |    |   | Huitième de finaliste |  |          |
| 2012-2013 | Boxers de Bordeaux            | Division 1 |  |    |   | Saison à venir        |  |          |